# 오스마이 아코스타
오스마이 아코스타 멘데스 두아르테(스페인어: Osmay Acosta Méndez Duarte, 1985년 4월 3일~)는 쿠바의 권투 선수이다. 2008년 하계 올림픽 남자 헤비급에서 동메달을 획득했으며 세계 선수권 대회에서 은메달 1개를 획득했다.